# Wesmaelius
Wesmaelius é um género de Neuroptera, pertencente à família Hemerobiidae.
O género foi descrito em 1922 por Krüger.
Possui distribuição cosmopolita.
Espécies:
- Wesmaelius brunneus (Banks, 1920)[1]
- Wesmaelius coloradensis (Banks, 1897)[1]
- Wesmaelius constrictus (Parfin, 1956)[1]
- Wesmaelius fumatus (Carpenter, 1940)[1]
- Wesmaelius furcatus (Banks, 1935)[1]
- Wesmaelius involutus (Carpenter, 1940)[1]
- Wesmaelius longifrons (Walker, 1853)[1]
- Wesmaelius longipennis (Banks, 1920)[1]
- Wesmaelius mathewesi Makarkin, Archibald, & Oswald, 2003[2]
- Wesmaelius nervosus (Fabricius, 1793)[1]
- Wesmaelius posticatus (Banks, 1905)[1]
- Wesmaelius pretiosus (Banks, 1908)[1]
- Wesmaelius schwarzi (Banks, 1903)[1]
- Wesmaelius subnebulosus (Stephens, 1836)[1]
- Wesmaelius yukonensis Klimaszewski & Kevan, 1987[1]